# 服部緑地野外音楽堂

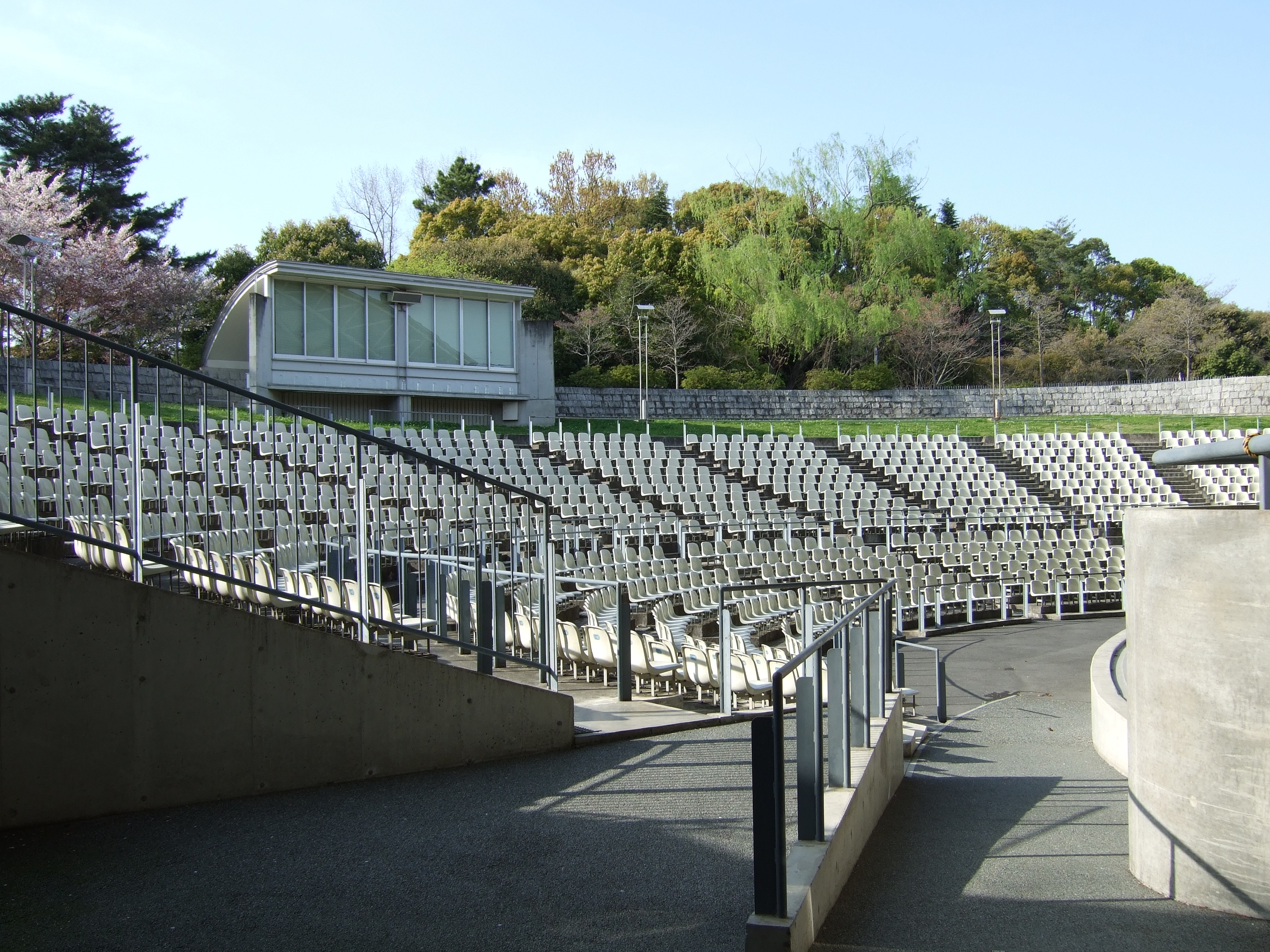
観客席

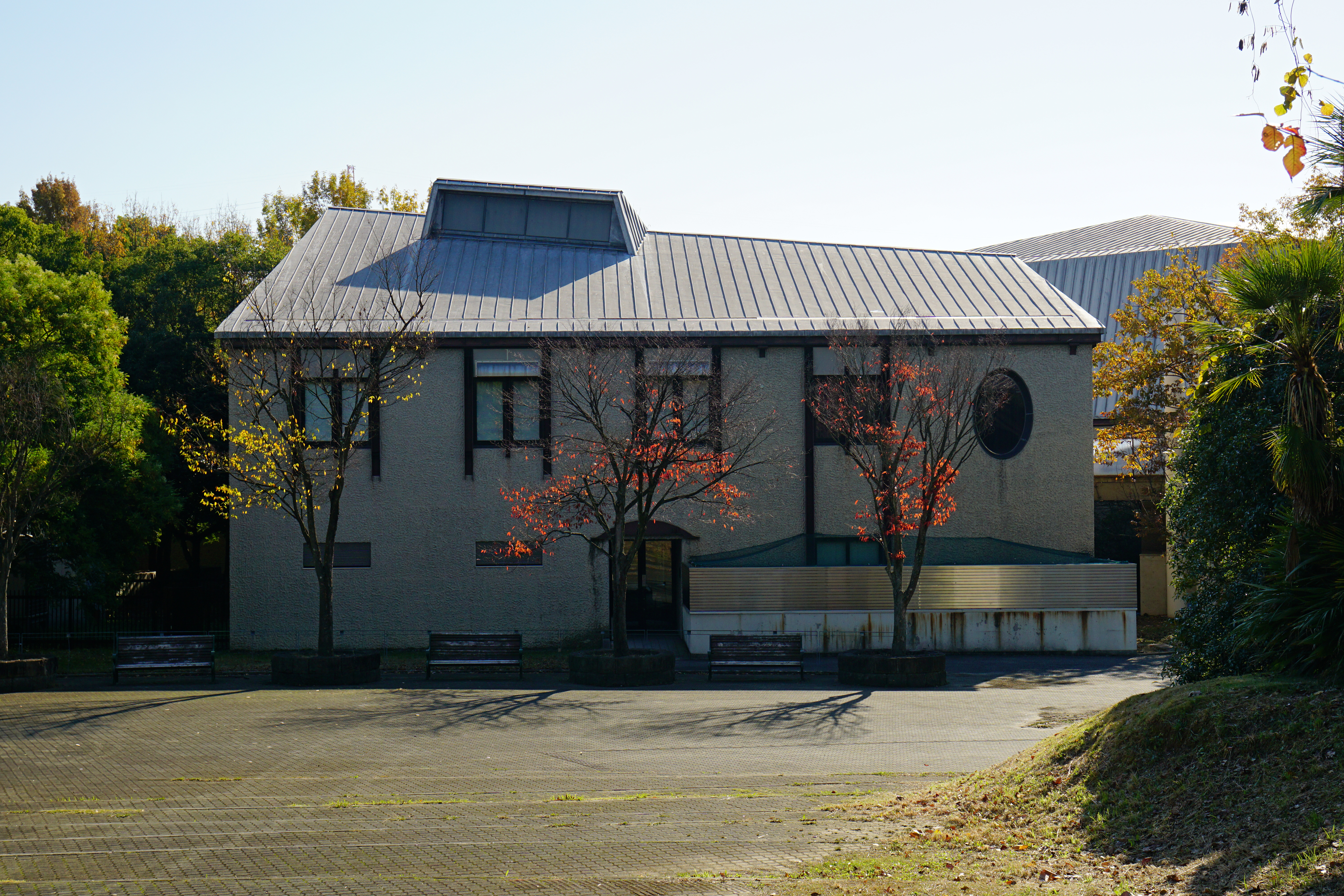
センチュリー・オーケストラハウス

服部緑地野外音楽堂（はっとりりょくち やがいおんがくどう）とは、大阪府豊中市服部緑地1-7の服部緑地内にある大阪府立の野外音楽堂。

## 概要
1991年7月、大阪府の外郭団体であった財団法人大阪府文化振興財団により、隣接する大阪センチュリー交響楽団（現・日本センチュリー交響楽団）の練習場「センチュリー・オーケストラハウス」とともに総工費16億円で建設された。座席数は最大2700名。毎年夏には日本センチュリー交響楽団による「星空ファミリーコンサート」が開催される。
1995年には後述する音量制御システムを導入し、音楽堂周辺の防音対策をとっている。客席はすり鉢状でコンクリート地に樹脂製のイスが固定設置されている。客席最後尾（最上部）は芝生となっており、その外周に音量規制用の測定装置が複数設置されている。ステージ部は半円に張り出した固定常設コンクリート製で、半球体の屋根があり若干ではあるが反響板に似た効果を持つ。ステージ後方にも客席が存在する。コンサートに耐えうるPAシステムの常設はなく、イベンターの外注業者による持込が中心である。

## 音量制御システム
近隣に住宅地があるため、比較的厳しい音量制限がある。ロックバンドの演奏などでPAシステムを用いる場合、客席後方での音量レベルが規定を超えた場合は制御システムが作動し、PAシステムが一定時間ミュートされる。規制音量を下回らない場合は継続的にミュートされてしまうため、稀に1曲通してPAが鳴っていない場合もある。
このため、コンサート実施時は演奏バンドの元々の音量をできるだけ抑えたり、ドラムや楽器アンプのセッティング位置を反響板効果の低い位置に配置したりする工夫をしないと音量制限を回避しづらくなる。

## 交通アクセス
- 北大阪急行電鉄南北線「緑地公園駅」
- 阪急バス「緑地公園駅前」「寺内一丁目」各バス停留所